# كريستيان مارتينيز (لاعب كرة قدم أندوري)
كريستيان مارتينيز (16 أكتوبر 1989 بأندورا لا فيلا في أندورا - ) هو لاعب كرة قدم أندوري في مركز الدفاع. شارك مع منتخب أندورا لكرة القدم. أما مع النوادي، فقد لعب مع نادي سانتا كولوما ونادي لوسيتانوس ونادي أندورا لكرة القدم.

## وصلات خارجية
- كريستيان مارتينيز على موقع الاتحاد الدولي (مؤرشف)  (الإنجليزية)
- كريستيان مارتينيز على موقع الاتحاد الأوربي (الإنجليزية)
- كريستيان مارتينيز على موقع قاعدة بيانات كرة القدم.إي يو (الإنجليزية)
- كريستيان مارتينيز على موقع ناشيونال فوتبول تيمز (الإنجليزية)
- كريستيان مارتينيز على موقع Soccerway.com (الإنجليزية)
- كريستيان مارتينيز على موقع عالم كرة القدم.نت (الإنجليزية)